# 上天草市立姫戸中学校
上天草市立姫戸中学校（かみあまくさしりつ ひめどちゅうがっこう）は、熊本県上天草市姫戸町姫浦にある公立中学校。

## 沿革
- 1947年4月14日 - 姫戸村立姫戸中学校創立
- 1962年 - 姫戸町立姫戸中学校と改称
- 2004年 - 上天草市立姫戸中学校と改称